# Lucignano (Gaiole in Chianti)
Lucignano (o Lucignano in Chianti, già Lucignanello o Lucignano della Berardenga) è una frazione del comune italiano di Gaiole in Chianti, nella provincia di Siena, in Toscana.

## Storia
Le origini di Lucignano risalgono al periodo alto-medievale. Nel 1097 è rammentato in un documento nel quale si afferma la volontà da parte degli eredi di Ugo dei Cadolingi di non vantare pretese sui possedimenti dell'abbazia della Berardenga nelle località di Brolio, Lucignano e Campi.
Conteso al lungo tra Firenze e Siena tra il XII e il XIII secolo, Lucignano entrò a fare parte del territorio controllato da Firenze ed è menzionato nel 1203 nel noto lodo di Poggibonsi, attraverso il quale si definivano i confini tra lo Stato di Firenze e quello di Siena: «Montyemlucum de Lecchia, Licignanum, villam de Larginino, Cacchianum, Monte-Castellum, Torricellam, Brolio, Ecclesiam et villam S. Justi ad Rentennanum» nel Chianti, mentre più sotto – «Item dabunt Florentinis tenutam, et possessionem corporalem de Liciniano et ejus casa-turris expeditam» – è ricordata a Lucignano la presenza di un castello o di una villa fortificata.
I senesi occuparono Lucignano nel 1432, ma l'anno successivo, attraverso la pace di Ferrara, venne riassegnato a Firenze. Venti anni dopo fu assediato e danneggiato dagli aragonesi.
La frazione contava 185 abitanti nel 1833.

## Monumenti e luoghi d'interesse

### Architetture religiose

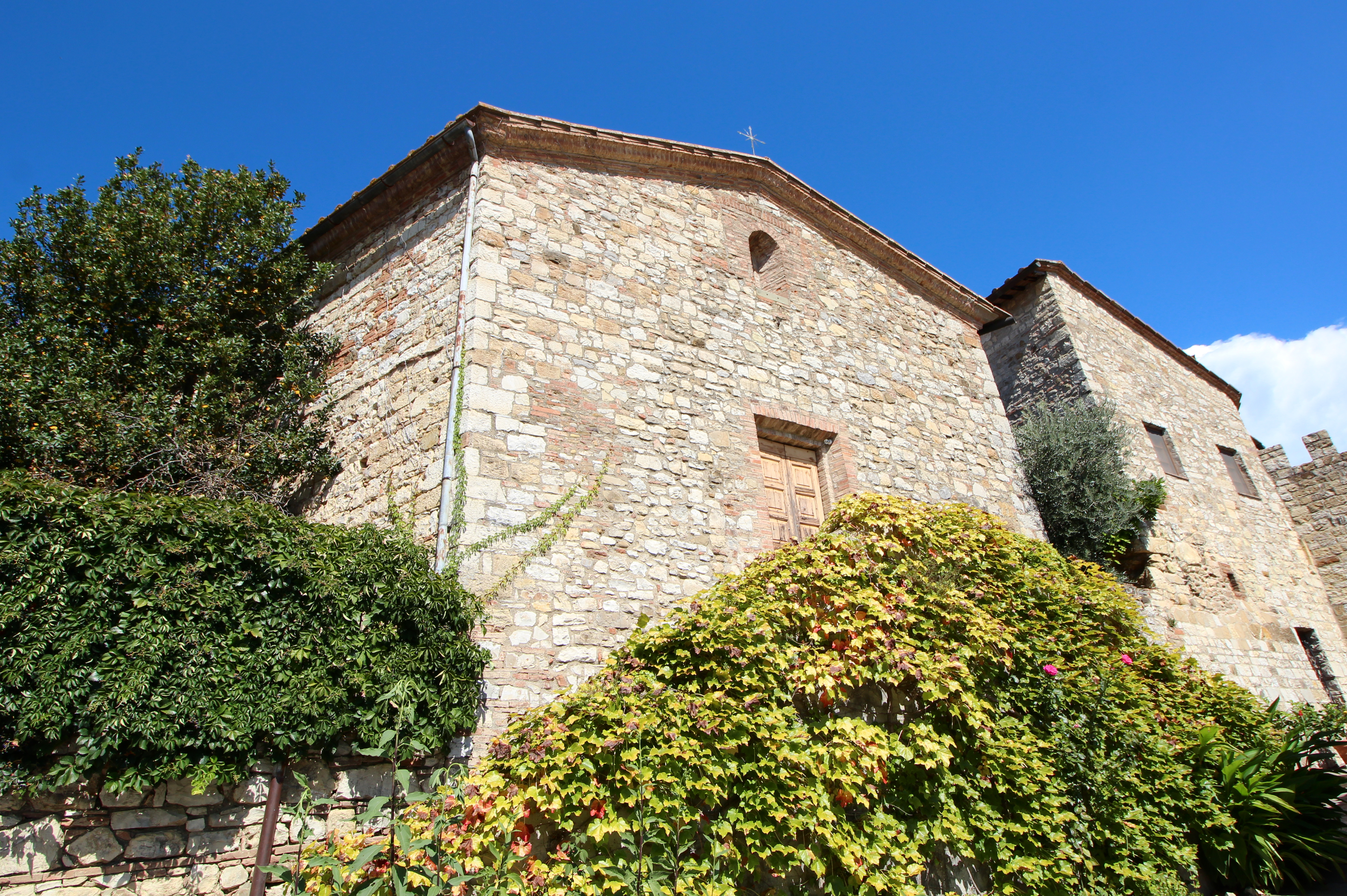
La chiesa di San Cristoforo

- Chiesa di San Cristoforo
- Chiesa di Santa Cristina